# ديريك باركس
ديريك باركس (بالإنجليزية: Derek Parks)‏ هو لاعب كرة قاعدة أمريكي، ولد في 29 سبتمبر 1968 في كوفينا في الولايات المتحدة.

## وصلات خارجية
- ديريك باركس على موقعبيزبول رفرنس.كوم (الدوري الرئيسي) (الإنجليزية)
- ديريك باركس على موقعبيزبول رفرنس.كوم (الدوري الثانوي) (الإنجليزية)
- ديريك باركس على موقع مشجعي الرسوم البيانية (الإنجليزية)